# اللغة البجرية
اللغة البجرية (باگری) لغة من اللغات الراجستانية يتكلم بها قرابة مليوني نسمة في الهند.

## معرض صور

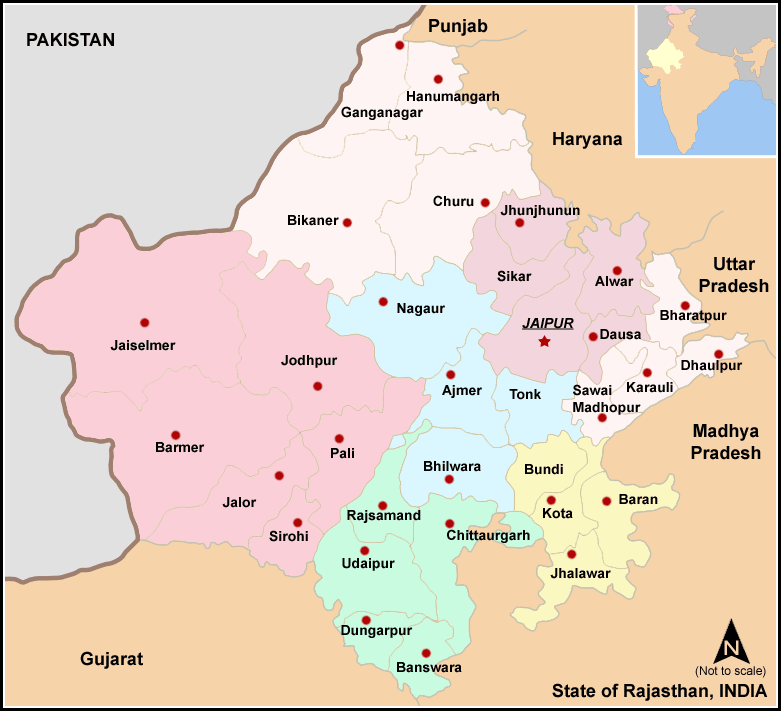
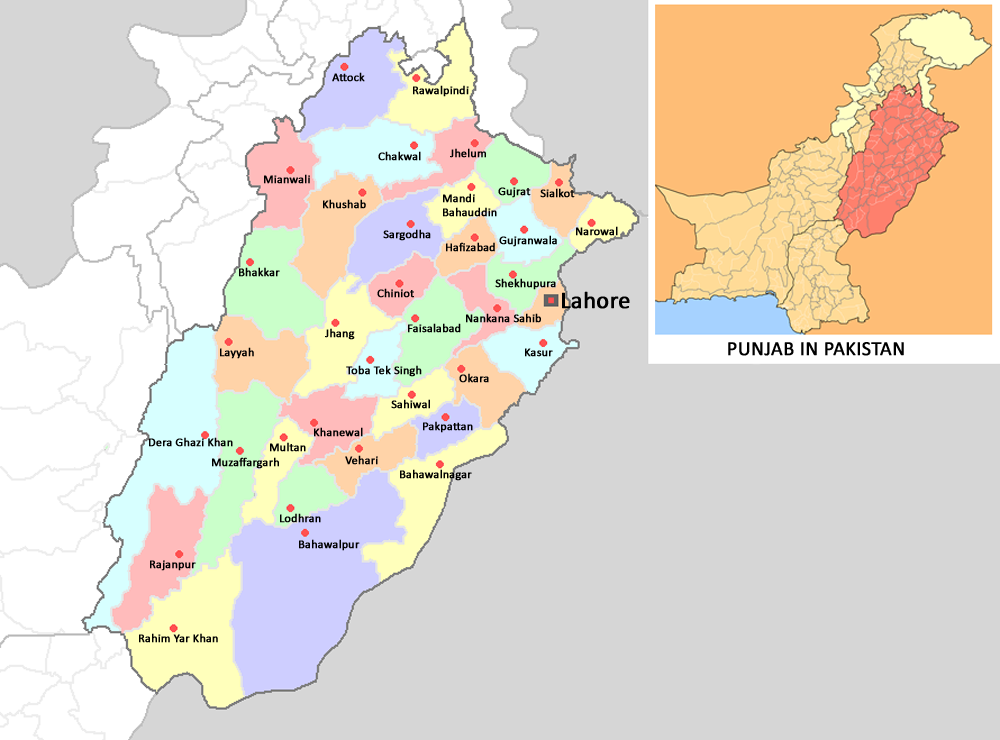
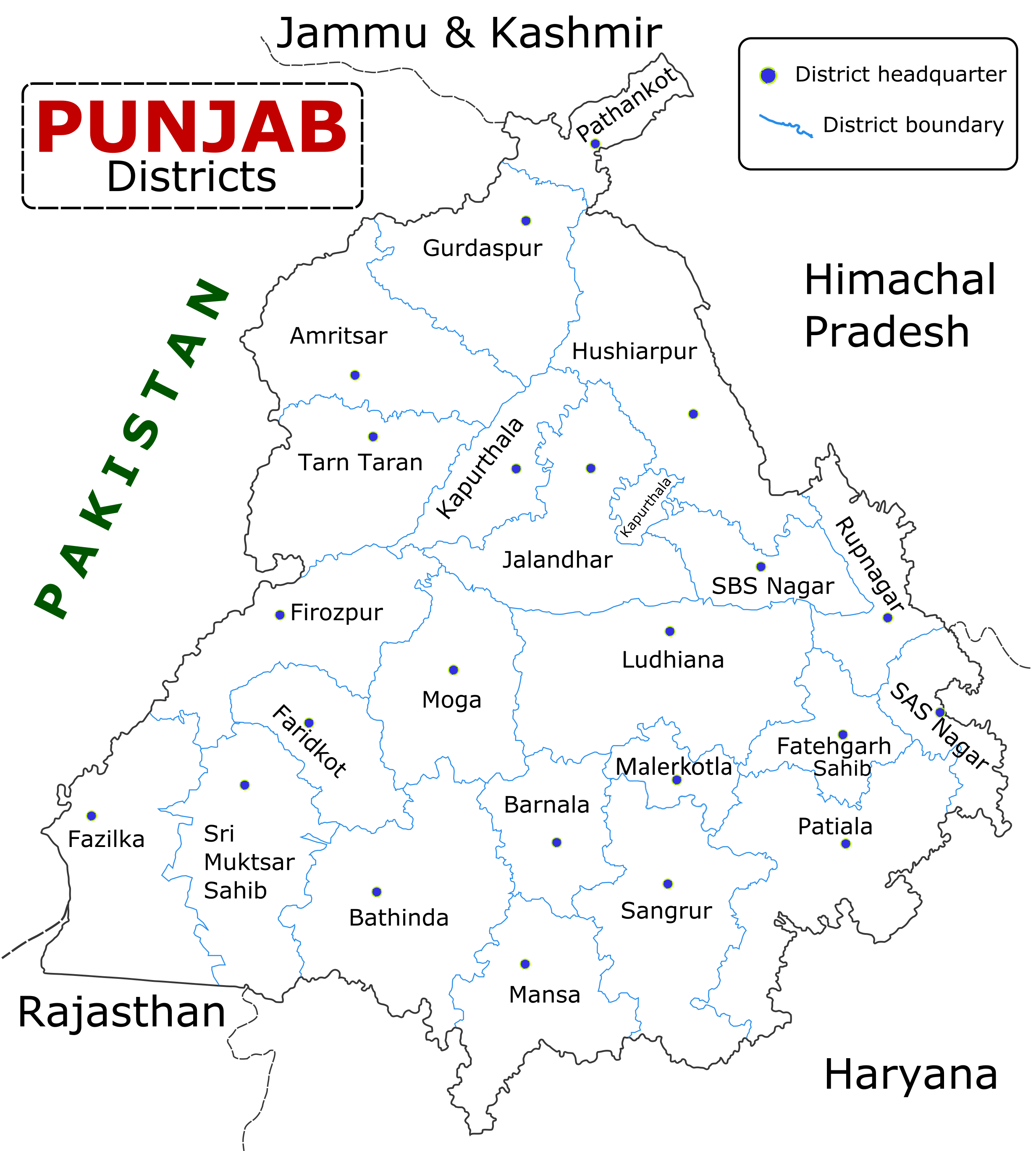